# Aeroportul Borroloola
Aeroportul Borroloola (IATA: BOX, ICAO: YBRL) este un aeroport din Teritoriul de Nord, Australia ce deservește zona Borroloola⁠(d). A fost numit după zona deservită.
Situat la o altitudine de 17 m, aeroportul dispune de o singură pistă.